# Ель-Дувайрі
Ель-Дувайрі (англ. al-Duwayri, араб. الدويري) — поселення в Сирії, що складає невеличку друзьку общину в нохії Ель-Мазраа, яка входить до складу однойменної мінтаки Ес-Сувейда в південній сирійській мухафазі Ес-Сувейда.